# Michelle Hager
Michelle Edith Capes-Hager (East Fremantle, 3 oktober 1966) is een Australisch hockeyster. 
Hager werd samen met haar zus Lee Capes in 1988 met de Australische ploeg olympisch kampioen. Met haar ploeggenoten won Capes de Champions Trophy 1991.

## Erelijst
- 1986 - 6e Wereldkampioenschap hockey[1] in Amstelveen
- 1987 -  Champions Trophy Amstelveen
- 1988 –  Olympische Spelen in Seoel
- 1989 -  Champions Trophy Frankfurt
- 1990 -  Wereldkampioenschap hockey Sydney
- 1991 -  Champions Trophy Berlijn
- 1992 – 5e Olympische Spelen in Barcelona